# Necros
I Necros sono stati uno dei primi gruppi Hardcore punk degli statunitense formatisi nel 1979 a Maumee, nell'Ohio. Divennero conosciuti per aver suonato in molti concerti con i Misfits nel periodo di Glenn Danzig.

## Storia del gruppo
I Necros vennero formati da Barry Henssler al microfono, Andy Wendler alla chitarra, Todd Swalla come batterista e successivamente, in seguito a vari cambiamenti, Corey Rusk prese parte 
al gruppo come bassista.
Nel 1981 la band pubblicò l'omonimo EP composto da 4 tracce, conosciuto anche come Sex Drive; nel frattempo Andy Wendler smise di suonare con il gruppo, pur continuando a scrivere per esso, e fu sostituito da Brian Pollack. Nello stesso anno i Necros registrarono un altro EP omonimo di 9 tracce, meglio noto con il nome IQ32, prodotto da Ian MacKaye.
Nel 1982 Wendler riprese posto nel gruppo come chitarrista e nel 1983 la band registrò e pubblicò Conquest for Death, sia in 7" come singolo, che in LP. Poco dopo Corey Rusk lasciò il gruppo e venne sostituito al basso da Ron Sakowski.
Nel 1985 i Necros pubblicarono uno split con i White Flag intitolato Jail Jello, con marcate influenze hard rock. L'anno successivo venne pubblicato il singolo Tangled Up e nel 1987 uscì un LP omonimo.
In seguito al tour con i Megadeth, la band annunciò lo scioglimento (1988) e dalle registrazioni del suddetto tour venne pubblicato, nel 1990 Live or Else.

## Curiosità
- Durante l'ultimo concerto dei Misfits di Danzig, Todd Swalla prese il posto di Brian Damage alla batteria, in quanto questo era troppo ubriaco per suonare
- La raccolta Tangled Up+Live or Else è l'unico lavoro dei Necros disponibile su CD

## Componenti

### 1979 - 1981
- Barry Henssler - voce
- Andy Wendler - chitarra
- Todd Swalla - batteria

### 1981 - 1982
- Barry Henssler - voce
- Brian Pollack - chitarra
- Corey Rusk - basso
- Todd Swalla - batteria

### 1982 - 1983
- Barry Henssler - voce
- Andy Wendler - chitarra
- Corey Rusk - basso
- Todd Swalla - batteria

### 1983 - 1988
- Barry Henssler - voce
- Andy Wendler - chitarra
- Ron Sakowski - basso
- Todd Swalla - batteria

## Discografia
Album in studio
- 1983 - Conquest for Death
- 1987 - Tangled Up

Live
- 1990 - Live or Else

EP
- 1981 - Sex Drive
- 1981 - IQ32

Split
- 1985 - Jail Jello (con i White Flag)
- 2002 - Split (con gli Authority Abuse)